# Milad Alirzaev
Milad Valerikovič Alirzaev (in russo Милад Валерикович Алирзаев?; 13 giugno 1998) è un lottatore russo specializzato nella lotta greco-romana.

## Palmarès
- Europei

Varsavia 2021: bronzo negli 87 kg.